# 河野徹志

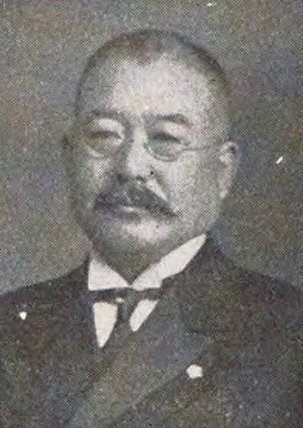
河野徹志

河野 徹志（こうの てつし、元治2年1月4日（1865年1月30日） - 昭和15年（1940年）10月23日）は、日本の衆議院議員（正交倶楽部）。産婦人科医、小児科医。

## 経歴
薩摩国薩摩郡高江村（現在の鹿児島県薩摩川内市）出身。1885年（明治18年）、大阪医学校（現在の大阪大学医学部）を卒業し、東京慈恵医院において高木兼寛・実吉安純のもと実地経験を積んだ。1891年（明治24年）、渡米してペンシルベニア大学に入学し、卒業の後医学博士の学位を得た。その後、ジョンズ・ホプキンス大学で学び、さらにオーストリアのウィーン大学でも学んだ。帰国後は大阪医学校助教諭や吉田病院副院長を務めた。1899年（明治32年）に河野病院を開業し、1912年（大正元年）には大阪市医師会議長に就任した。
大阪市会議員を経て、1917年（大正6年）の第13回衆議院議員総選挙で当選を果たした。